# Trincameron
Trincameron és un disc del grup musical català La Trinca, publicat pel segell Edigsa amb el número de catàleg CM-407. L’enregistrament es va fer als estudis Gema. El projecte consistia en una sèrie de cançons amb textos encarregats a Maria Aurèlia Capmany i Jaume Vidal Alcover, basats en relats de Il Decamerone, de Giovanni Boccaccio, mentre que la música va ser composta o adaptada per La Trinca. L’edició incloïa una carpeta-àlbum amb els textos de les cançons i fotografies de la fotògrafa Colita.

## Llista de cançons
Cara A,
1. On mengen dos mengen tres.
2. La Pepa.
3. El canonge de La Seu.
4. El rossinyol.
5. Qui en dóna prou, no en dóna massa.

Cara B,
1. El dimoni infernat.
2. L'encanteri.
3. Marieta romancera.
4. Dona Tereseta Pi.
5. Pitus Palla, pintor de Bretanya.